# Willem Boy

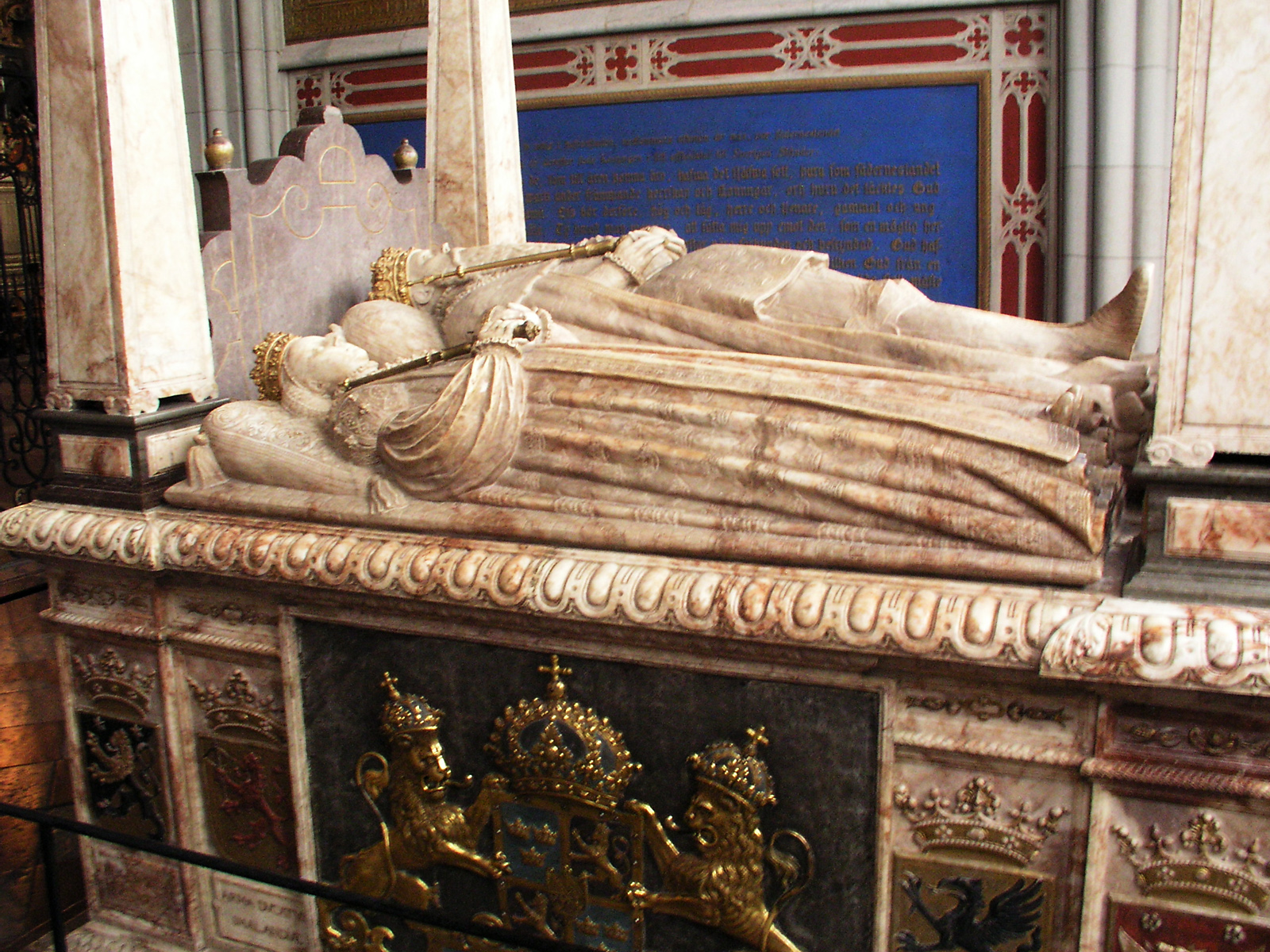
Tumba de Gustav I y dos de sus consortes en la Catedral de Uppsala

Willem Boy (en francés: Guillaume Boyen) (1520 – 1592) fue un pintor, escultor y arquitecto flamenco activo en Suecia desde alrededor de 1558 hasta su muerte.
Pocas de las obras de Boy han sobrevivido, y se le recuerda principalmente por el sarcófago del rey Gustavo I en la Catedral de Uppsala.
Se cree que era originario de Malinas y que llegó a Suecia a más tardar en 1558, durante el reinado de Gustavo Vasa, para trabajar como pintor de retratos. En pocos años se convirtió en uno de los principales artistas del país, cuyo talento resultó útil en una amplia gama de campos; por ejemplo, dirigió la construcción de la fortificación de Vaxholm en 1589. Aunque se conservan pocas obras suyas, su influencia en la cultura sueca fue considerable.

## Sarcófagos

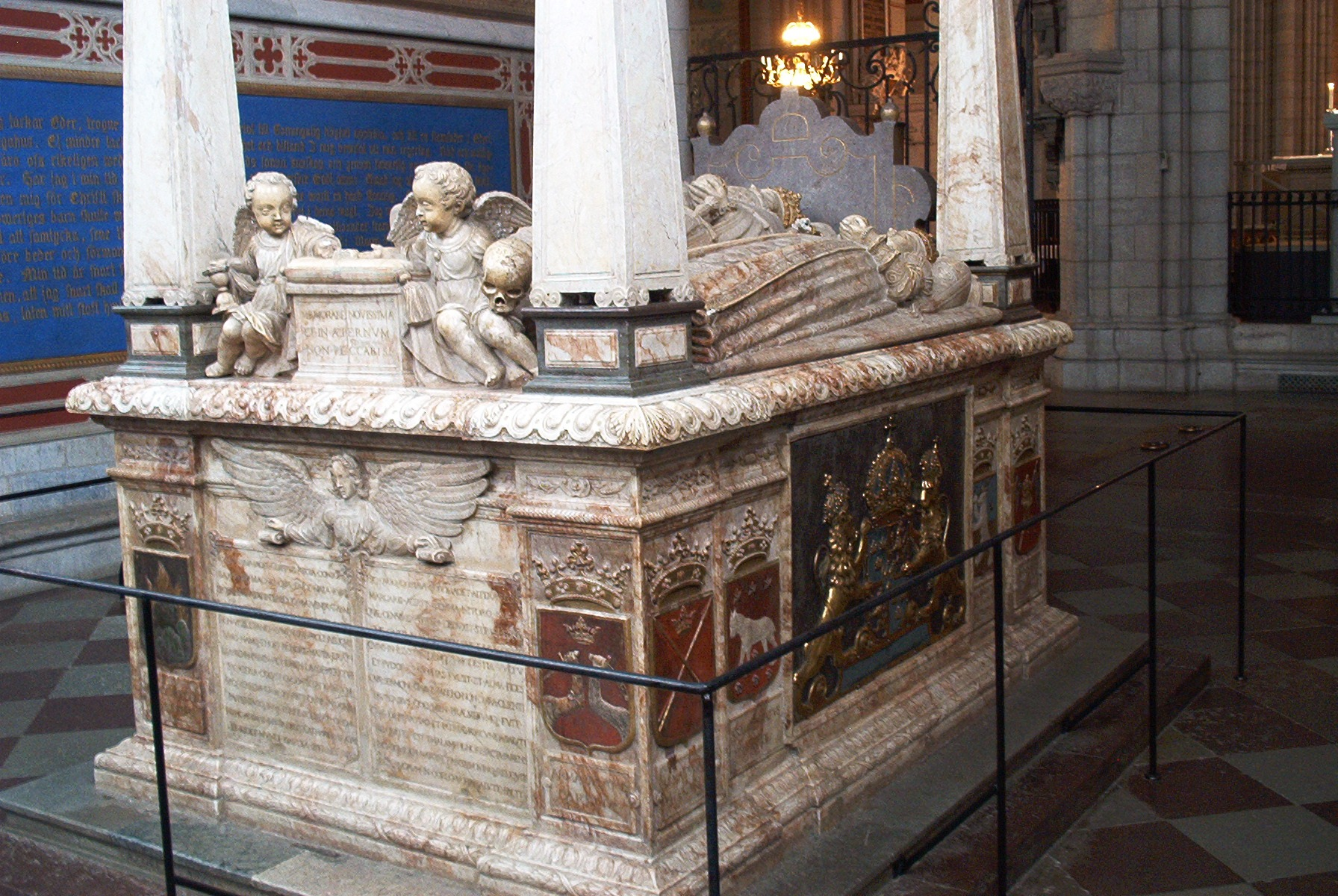
Frente del sarcófago Vasa

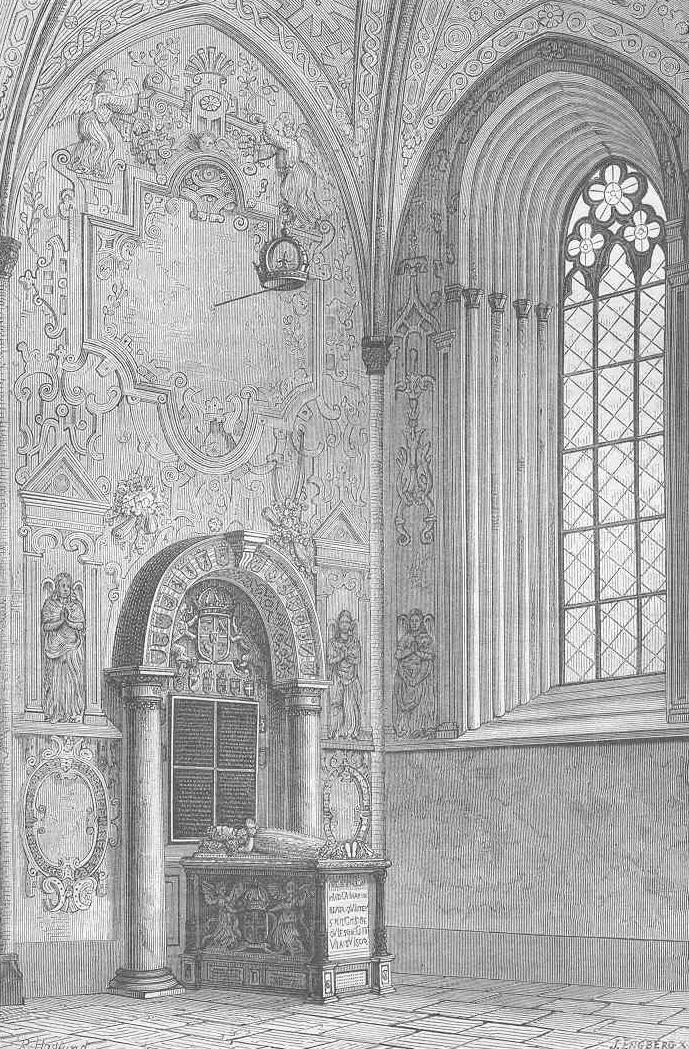
La tumba de la reina Catalina Jagellon en Uppsala

Se cree que Boy regresó pronto a Flandes para pasar seis años trabajando en el sarcófago de Gustavo Vasa y sus dos primeras consortes Catalina y Margarita. En 1571 pudo finalmente enviar las estatuas del rey y sus esposas a Suecia. En 1572 viajó a Inglaterra para comprar mármol y alabastro para el resto del monumento. Sin embargo, en 1567 había pedido prestados 1.000 dalers para el proyecto y cuando la propietaria de los bonos en Amberes fue informada de que las estatuas se encontraban en la ciudad, presentó los bonos a los magistrados de la ciudad y, al no presentarse el acusado, las estatuas fueron confiscadas.
Cuando Boy fue informado de la situación, consiguió inmediatamente que se aplazara el reembolso y escribió una carta al monarca sueco que se encontraba en Kalmar. El rey, enfurecido, escribió una carta al duque de Alba para que enviara el monumento a Suecia. Además, para asegurarse de que los mercaderes holandeses en Suecia apoyaran su causa, les amenazó con liberarlos de su posición privilegiada y les exigió que presentaran una garantía al menos igual al valor del monumento. Los magistrados holandeses acabaron por dar marcha atrás y Boy obtuvo un respiro. El sarcófago fue entregado a salvo en Uppsala en 1583. El volumen principal, de mármol rojo, mide 2,77×2×1,36 m, con pilares en las esquinas de 1,68 m de altura. Las estatuas son de mármol blanco con coronas y cetros de bronce dorado.
En 1584, trabajó en el monumento funerario de Catalina Jagellon, un monumento coronado por una bóveda de mármol sostenida por pilares frente a los cuales descansa la reina en su sarcófago.

## Palacios

### Estocolmo
Mientras Boy estaba en el extranjero, el rey se dedicó a varios proyectos arquitectónicos; hizo reconstruir el monasterio franciscano de Estocolmo (hoy Riddarholmskyrkan); encargó a Arendt de Roy la reparación y ampliación del castillo de Vadstena; y empleó a los hermanos Paar en los castillos de Uppsala y Kalmar. Sin embargo, la principal empresa del rey fue sin duda el castillo de Estocolmo, donde Boy pasaría los 16 años restantes de su vida.
El rey había contratado a un artista llamado Anders Målare para dirigir las obras de los castillos de Estocolmo y de Svartsjö, pero en cartas de 1573 el rey se quejaba de que Målare no cumplía con sus obligaciones debido a la edad y a su mala salud. Al no tener a nadie más para elegir, nombró a su chambelán Phillipe Kern para sustituir al artista sueco. Kern, sin embargo, demostró no ser de fiar y en pocos años se había provisto de materiales suficientes para construir su casa particular. Para ocultar su acción, Kern añadió los nombres de sus subordinados a las especificaciones del material y el nombre de Boy aparecía entre ellos. Sin embargo, esta situación no duró, y en una carta del 25 de junio de 1576 el rey menciona a Boy como el hombre que dirigía las obras, y el 10 de julio Boy se dirige al "Maestro Wilhelm, arquitecto del Palacio de Estocolmo".

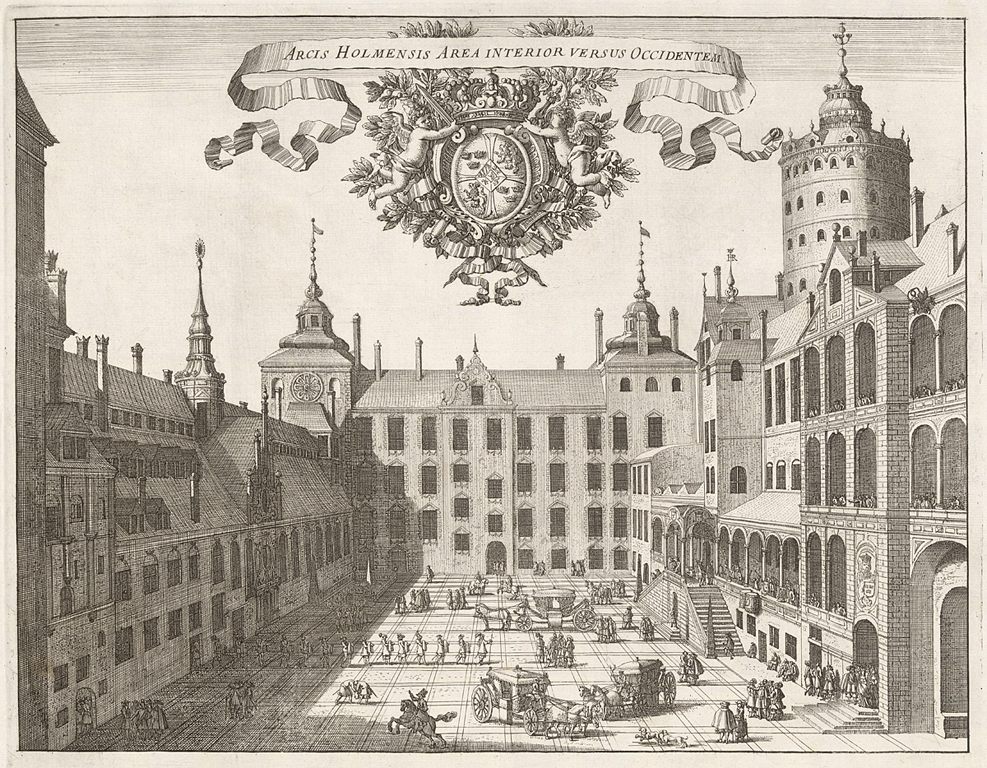
Patio del Castillo de las Tres Coronas con la iglesia real a la izquierda

Dado que no se conservan ni el castillo ni los dibujos de los arquitectos implicados, es difícil saber cuál fue la contribución de Boy a la estructura. Sin embargo, los documentos financieros que se conservan y las cartas escritas por el rey mientras residía en otro lugar ofrecen algunas pistas. Durante su trabajo en el castillo de Estocolmo, Boy tuvo que supervisar a cientos de empleados y asegurarse de que los materiales se entregaban en el orden adecuado, al tiempo que mantenía contento a su exigente rey. En 1577 se terminaron las reparaciones de la suite real. Dos años más tarde, se construyeron unas escaleras al sur del castillo y se dotó a la puerta norte de una torre adornada con una aguja y una lápida con el escudo real. En los años siguientes, participó en diversas obras en el palacio, tanto de decoración como de ingeniería.
A partir de 1586 Boy se centró en la iglesia real y en la decoración de la gran sala cuadrada del castillo. La iglesia tenía 130 pies de longitud y estaba situada en el lado norte del patio. Estaba coronada por un campanario en el que Boy trabajó en 1589. En 1591 se compró vidrio y plomo para las ventanas. El rey encargó lujosas decoraciones para la sala cuadrada, incluido un techo de cobre dorado para el que sólo el dorado costó el equivalente a 100 libras de barco (170.000 kg) de cobre, lo que no satisfizo al rey, que envió 30 florines de oro húngaros en 1589 para que se dorara una gran esfera. Boy dedicó los últimos años de su vida a realizar bocetos para otros proyectos del palacio, como las cornisas doradas del comedor, los sillares del llamado "Salón de Verano" y de las dos torres que flanquean la puerta oriental, y mandó elevar las agujas de la torre de las tres coronas entre seis y siete metros.

### Svartsjö

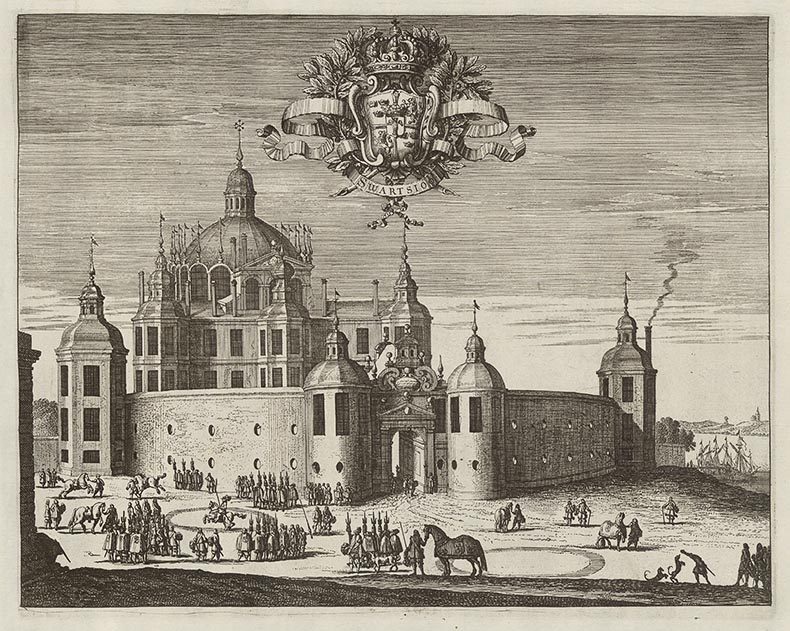
Palacio Svartsjö.
Grabado de Antiqua et hodierna.

Un monasterio construido junto al lago Mälaren en el siglo XV fue convertido en propiedad real por el rey Gustavo I y, bajo sus hijos Eric y Juan, se transformó en el palacio de Svartsjö. Los arquitectos responsables fueron los que trabajaban en el palacio real de Estocolmo. El edificio principal era un gran cubo coronado por una cúpula y pequeñas torres con un patio redondo rodeado de arcadas en dos pisos al frente. Aunque es difícil determinar de qué partes fue responsable Boy, en 1579 estaba trabajando en la cúpula y las torres; una correspondencia entre él y el rey menciona la finalización del tejado; y en 1586 se terminaron los dominios reales y una capilla cerca del palacio; y dos años más tarde se arregló el terreno circundante de acuerdo con los planos de Boy. Sin embargo, cuando el rey visitó el palacio en 1591, no quedó satisfecho; la construcción del palacio de Estocolmo había mantenido a Boy ocupado y el palacio de Svartsjö había sido descuidado y seguía sin completarse en el momento de la muerte del arquitecto. El palacio fue destruido por un incendio un siglo más tarde, un destino compartido con la mayoría de sus obras, lo que parece confirmar que Boy no era aparentemente un arquitecto en el sentido propio.

### Dröttningholm

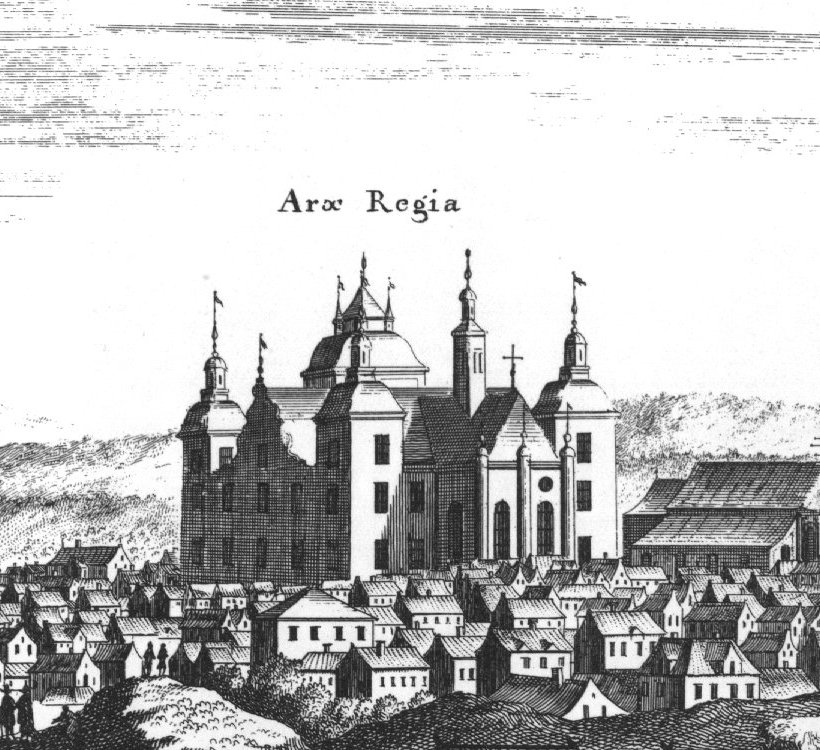
El Palacio Gävle probablemente se construyó según los planos de Boy entre 1583 y 1593, y lo más probable es que el palacio de Juan III en Drottningholm fuera similar.
Detalle de un grabado en Antiqua et Hodierna.

A partir de 1576, Boy dirigió la construcción del palacio que precedió a la actual versión barroca del Palacio de Drottningholm. La mansión real llamada Torvesund en el lugar fue reconstruida en palacio por el rey Juan III, que pudo tomar posesión de algunas habitaciones en 1580, y la construcción parece haber sido completada cuatro años más tarde, salvo el adorno del interior.
El centro de este palacio renacentista rectangular era la iglesia abovedada del palacio, con habitaciones circundantes conectadas por arcadas abiertas y logias. Los coros de la iglesia posiblemente tenían ojivas y rosetones como los del castillo de Vadstena. Los palacios construidos en esta época se caracterizaban por sus torres y pináculos con campanas adornadas, ventanales, arcadas y galerías, que probablemente también eran elementos destacados del palacio renacentista de Drottningholm.
Juan dio al palacio el nombre de la reina Catalina Jagellón, lo que indica que nunca fue importante como bastión militar. Aunque el palacio y su capilla eran de gran importancia para la reina, en el momento de su muerte seguía sin estar terminado. Un prototipo importante del palacio fue el castillo de Wawel en Cracovia, y al igual que en Drottningholm, se construyeron palacios con frontones de iglesia que sobresalían de las fachadas en toda la Polonia católica, y un esquema similar se utilizó en Suecia en Borgholm, en el castillo de Vadstena y en el de Uppsala, cuya ampliación también fue dirigida por Boy.
Drottningholm se convirtió en un importante centro para los grupos de la Contrarreforma mientras la peste atormentaba Estocolmo en 1579. Finalmente se quemó en 1661, pero incluso antes de eso, el aspecto católico que debía tener el palacio hizo que se descuidara y no se terminara. Pasó de unos a otros nobles y se fue deteriorando poco a poco, hasta que un inventario de 1640 lo describió como una ruina con las ventanas rotas.

## Iglesias

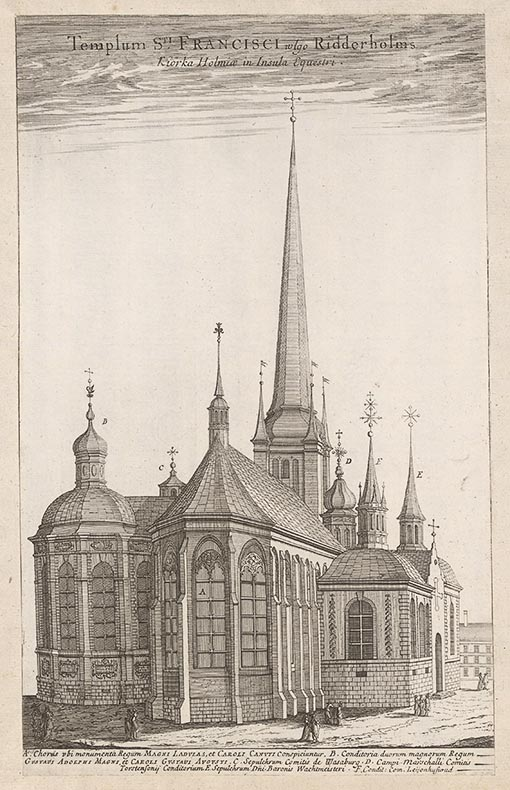
La Riddarholmskyrkan presentado en Suecia Antiqua et Hodierna, 1690-1700

En 1581, el rey ordenó a la ciudad añadir una alta y hermosa aguja a la iglesia de Riddarholmen. Como la propuesta entregada por el magistrado no impresionó al rey, éste recurrió a su arquitecto favorito en 1584, y Boy finalmente tuvo lista una propuesta que satisfizo al rey en 1589. La sencilla y estrecha aguja duró hasta que un rayo la destruyó en 1835.
El rey Eric también mandó construir otras dos iglesias en la capital: una dedicada a San Enrique y otra a la Santísima Trinidad. Por relatos contemporáneos se sabe que la primera fue comprada y utilizada por las parroquias finlandesa y alemana en 1593. En una carta fechada en 1584 se dice que Boy dirigió los trabajos de construcción de Santo Tomás, y en una carta de 1588 el rey ordena a Boy que decore el frontón occidental y añada una alta aguja sin sustituir la antigua. Los cimientos de la Trinidad se colocaron en 1589 según los planos de Boy, pero, a la muerte del rey en 1592, los trabajos de construcción se habían detenido, y los muros sólo llegaban a 1,80 metros del suelo. Santo Tomás fue reconstruido y ampliado en el siglo XVII y todavía existe: Carlos IX la cedió a la parroquia alemana, que la rebautizó como Santa Gertrudis.
Además, se cree que Boy es el responsable del diseño de la reconstrucción renacentista de la iglesia de Santiago de Estocolmo por parte de Juan III, construida hacia 1520-1592 y que presenta una nave central flanqueada por dos altas naves laterales que descansan sobre columnas de arenisca.

## Retratos
El monumento de alabastro de la princesa Isabel (1564-1566), hija de Juan III, se encuentra en la catedral de Strängnäs.
Se supone que dos retratos de Gustav Vasa fueron realizados por él: un relieve de madera y posiblemente una acuarela, ambos encontrados en el castillo de Gripsholm.

## Pago
Su salario inicial fue de 200 Riksdaler en monedas de plata, traje de corte y emolumentos en especie.
El 28 de febrero de 1562 Boy viajó a Amberes, y en 1565 llegó a Estocolmo, donde el rey Juan III le asignó un salario de 1.600 marcos de plata anuales y emolumentos en especie (maíz, lúpulo, un vestido de corte y alojamiento).
En 1577 recibió 200 daler, 144 hectolitros de maíz, 1 vestido de corte, 10 libras de lúpulo, 1 barril de sal, 1 barril de mantequilla, 3 bueyes, 8 ovejas, 6 cerdos, 2 barriles de salmón, 1 barril de bacalao, 10 libras de lucio, 1 barril de arenque y forraje para un caballo, en total por valor de 399½ daler.

## Trabajos
- Castillo de las Tres Coronas, Estocolmo
- Castillo de Gävle, terminado en 1597.[3]
- Monumento de Gustav Vasa en la Catedral de Uppsala.
- Palacio de Svartsjö.
- Iglesia de Santiago, Estocolmo, 1580-93.
- Palacio de Drottningholm
- Castillo de Upsala